# Born to Run
Born to Run – trzeci album studyjny amerykańskiego piosenkarza i autora tekstów Bruce’a Springsteena, wydany 25 sierpnia 1975 roku nakładem wytwórni Columbia Records. Produkcją albumu zajmowali się Springsteen, jego menedżer Mike Appel oraz producent Jon Landau. Nagrania odbywały się w Nowym Jorku. Po komercyjnych niepowodzeniach dwóch pierwszych albumów, Born to Run stanowił dla Springsteena ostatnią szansę na przebicie się do mainstreamu i osiągnięcie sukcesu komercyjnego. Artysta starał się odtworzyć technikę produkcyjną zwaną ścianą dźwięku, opracowaną przez Phila Spectora, co doprowadziło do długotrwałych sesji nagraniowych z zespołem E Street Band trwających od stycznia 1974 do lipca 1975 roku. Aż sześć miesięcy poświęcono wyłącznie na nagranie utworu tytułowego.
Album łączy w sobie różne style muzyczne, w tym rock and roll, pop rock, R&B oraz folk rock. Teksty, oparte na wykreowanych postaciach, opowiadają o ludziach, którzy czują się uwięzieni i marzą o ucieczce do lepszego życia. Wizje te są ukazywane za pomocą romantycznych obrazów autostrad i podróży. Według zamysłu Springsteena, akcja piosenek toczy się w ciągu jednego, długiego letniego dnia i nocy. Teksty są również mniej związane z obszarem stanu New Jersey niż jego wcześniejsza twórczość. Okładka albumu, przedstawiająca Springsteena opierającego się na ramieniu saksofonisty E Street Band, Clarence’a Clemonsa, jest uważana za kultową i była naśladowana przez innych muzyków oraz w mediach.
Dzięki kosztownej kampanii promocyjnej, album Born to Run odniósł sukces komercyjny, osiągając trzecie miejsce w zestawieniu Billboard Top LPs & Tape oraz pierwszą dziesiątkę w trzech innych zestawieniach. Do 2006 roku w Stanach Zjednoczonych sprzedano ponad 6 milionów kopii albumu i jest to drugi najlepiej sprzedający się album Springsteena po Born in the U.S.A.. Z albumu wydano dwa single: „Born to Run” oraz „Tenth Avenue Freeze-Out”, z których pierwszy stał się jednym z najczęściej granych utworów Springsteena w radiu i na koncertach. Premiera albumu wywołała duże zainteresowanie medialne, co spotkało się ze sprzeciwem ze strony krytyków, którzy podchodzili sceptycznie do nagłej popularności Springsteena i kwestionowali, czy jest ona zasłużona. Po wydaniu płyty Springsteen popadł w spór prawny z Appelem, co skłoniło go do odbycia niemal dwuletniej trasy koncertowej po Stanach Zjednoczonych i Europie. Born to Run spotkał się z bardzo pozytywnym odbiorem. Krytycy chwalili warstwę narracyjną i muzyczną albumu, choć niektórzy uznali jego produkcję za przesadnie rozbudowaną i przytłaczającą.
Born to Run był przełomowym albumem w karierze Bruce’a Springsteena. Jego sukces przypisuje się uchwyceniu ideałów pokolenia amerykańskiej młodzieży w dekadzie naznaczonej zawirowaniami politycznymi, wojną oraz problemami klasy robotniczej. W kolejnych dekadach album zyskał status arcydzieła i jest powszechnie uznawany za jeden z najlepszych w dorobku Springsteena. Znalazł się na wielu listach najlepszych albumów wszech czasów, a w 2003 roku został wpisany przez Bibliotekę Kongresu na listę National Recording Registry jako nagranie „o dużym znaczeniu kulturowym, historycznym lub estetycznym”. W tym samym roku magazyn „Rolling Stone” sklasyfikował album na 18. miejscu na liście 500 albumów wszech czasów. Album doczekał się rozszerzonego wznowienia w 2005 roku z okazji 30. rocznicy wydania, z filmem koncertowym i dokumentem szczegółowo opisującym proces powstawania albumu. 

## Geneza
Dwa pierwsze albumy Bruce’a Springsteena, Greetings from Asbury Park, NJ oraz The Wild, the Innocent & the E Street Shuffle, zostały wydane w 1973 roku nakładem Columbia Records. Chociaż albumy zyskały uznanie krytyków, oba sprzedawały się słabo. Do 1974 roku popularność Springsteena ograniczała się głównie do wschodniego wybrzeża Stanów Zjednoczonych, a zaufanie wytwórni do artysty zaczęło słabnąć. W Columbia Records doszło do zmian kadrowych, a nowe kierownictwo zaczęło faworyzować zyskującego wówczas popularność Billy’ego Joela. Wśród współpracowników Springsteena panowało zniechęcenie, zarówno w zespole E Street Band, jak i u jego menedżera Mike'a Appela. Po odrzuceniu przez Springsteena sugestii CBS Records, by nagrywać album w Nashville z udziałem muzyków sesyjnych i zatrudnionego z zewnątrz producenta, wytwórnia zgodziła się sfinansować jeszcze jeden album pod warunkiem, że w razie niepowodzenia zrezygnują ze współpracy z muzykiem. Appelowi udało się wynegocjować nieco większy budżet na album, jednak nagrania ograniczono do studia 914 Sound Studios w Blauvelt, w którym Springsteen nagrał swoje dwa pierwsze albumy.

Miałem ogromne ambicje wobec [tego albumu]… Chciałem stworzyć najlepszą rockową płytę, jaką kiedykolwiek słyszałem. Chciałem, żeby brzmiała potężnie, żeby chwytała cię za gardło i zmuszała do podróży, zmuszała, byś zwrócił uwagę — nie tylko na muzykę, ale na życie, na samo bycie żywym.

Fraza „born to run” została wymyślona przez Springsteena pewnej nocy, gdy leżał w łóżku w swoim domu w West Long Branch. Springsteen stwierdził, że tytuł „sugerował dramatyczną, filmową opowieść, która według niego pasowałaby do muzyki, jaką słyszał w swojej głowie”. Zainspirowany brzmieniem i tematyką tekstów piosenek artystów rockandrollowych lat 50. i 60., takich jak Duane Eddy, Roy Orbison, Elvis Presley, Phil Spector, The Beach Boys i Bob Dylan, Springsteen zaczął komponować utwór, który ostatecznie stał się „Born to Run”. Później napisał, że „był to punkt zwrotny, który okazał się kluczem do pisania przez niego piosenek na resztę albumu”. Zakładał, że poszukiwane przez niego brzmienie będzie możliwe do uzyskania tylko w studiu nagraniowym, dzięki odpowiedniej produkcji. Album był pierwszym, w którym Springsteen wykorzystał studio jako instrument, a nie tylko do odtwarzania brzmienia występów na żywo.

## Nagrywanie

### 914 Sound Studios
Sesje nagraniowe albumu rozpoczęły się w styczniu 1974 roku w studiu 914 Sound Studios. Springsteen i Appel pełnili funkcję współproducentów. Producent dwóch poprzednich albumów Jimmy Cretecos zakończył współpracę ze Springsteenem na początku 1974 roku, powołując się na niskie zarobki. Louis Lahav, inżynier dźwięku obu poprzednich albumów, powrócił na sesje nagraniowe. Członkami zespołu E Street Band byli: Clarence Clemons (saksofon), Danny Federici (organy), David Sancious (fortepian), Garry Tallent (gitara basowa) i Ernest Carter (perkusja). Carter zastąpił Viniego „Mad Dog” Lopeza, którego Springsteen zwolnił w lutym z powodu złego zachowania. Zespół przeplatał pracę w studiu z występami na żywo. Springsteen wykorzystywał koncerty do rozwijania nowego materiału, a w studiu spędzał więcej czasu na dopracowywaniu utworów niż przy poprzednich dwóch albumach. Robocze tytuły albumu obejmowały From the Churches to the Jails, The Hungry and the Hunted, War and Roses i American Summer.
Nagrywanie utworu „Born to Run” trwało sześć miesięcy. Perfekcjonizm Springsteena doprowadził do wyczerpujących sesji nagraniowych: obsesyjnie dopracowywał on każdą sylabę, nutę i ton każdej faktury, a także zmagał się z uchwyceniem na taśmie dźwięków, które słyszał w swojej głowie. Jego dążenie do uzyskania produkcji w stylu ściany dźwięku oznaczało, że do każdego kanału na 16-kanałowym mikserze studyjnym przypisywano wiele instrumentów. Każde nowe dogranie ścieżki komplikowało proces nagrywania i miksowania. Podczas gdy Springsteen wciąż przepisywał na nowo tekst piosenki, wspólnie z Appelem stworzył kilka miksów zawierających gitary elektryczne i akustyczne, fortepian, organy, rogi, syntezatory i dzwonki, a także partie smyczkowe i żeńskie wokale wspierające. Według źródeł powstało do pięciu różnych wersji utworu „Born to Run”. Springsteen twierdził, że ostateczna wersja piosenki składała się z 72 różnych ścieżek zmieszczonych na 16 kanałach miksera. Springsteen był zadowolony z ostatecznego miksu, ukończonego w sierpniu 1974 roku. Wytwórnia CBS/Columbia odmówiła wydania „Born to Run” jako wczesnego singla, chcąc najpierw wydać cały album, który miał go promować.
W tym samym miesiącu, w którym ukończono nagrywanie utworu „Born to Run”, Sancious i Carter opuścili zespół E Street Band, aby założyć własny zespół o nazwie Tone, tworzący muzykę fusion. Zastąpili ich Roy Bittan przy fortepianie i Max Weinberg na perkusji. Bittan miał doświadczenie w orkiestrach symfonicznych, natomiast Weinberg grał wcześniej w różnych zespołach rockowych i produkcjach broadwayowskich. Bittan znał wcześniej twórczość Springsteena, podczas gdy Weinberg nie. Obaj szybko zintegrowali się z resztą zespołu, wnosząc nowe muzyczne spostrzeżenia i rozluźnione osobowości, co złagodziło napięcia narastające w zespole przez lata wspólnego nagrywania i występów. Na albumie Bittan w dużej mierze zastąpił Federiciego, którego jedynym wkładem była partia organów w utworze tytułowym. Bittan później stwierdził, że według niego miało to związek zarówno z odmiennym stylem gry obu muzyków, jak i z jego własną chęcią „udowodnienia swojej wartości” jako nowego członka zespołu.
Nagrania w studiu 914 Sound Studios trwały do końca października 1974 roku. Zespół podejmował próby nagrania utworów „Jungleland”, „She's the One”, „Lovers in the Cold”, „Backstreets” i „So Young and in Love”, jednak postęp prac został wstrzymany z powodu wadliwego sprzętu oraz braku klarownej wizji artystycznej ze strony Springsteena. Krytyk muzyczny Dave Marsh zasugerował, że Springsteen pozostał w słabo wyposażonym studiu 914 Sound Studios, mimo dostępności lepszych obiektów, ponieważ narastające koszty uniemożliwiały przeniesienie produkcji. W listopadzie Appel rozesłał „Born to Run” do różnych stacji radiowych w Stanach Zjednoczonych, co spotkało się z krytyką ze strony kierownictwa CBS jako działanie nieprofesjonalne. Wzbudziło to jednak zainteresowanie utworem i zwiększyło oczekiwania wobec albumu, co skłoniło Columbię do sfinansowania kolejnych sesji nagraniowych. „Born to Run” zaczęło być często grane w radiu i na koncertach.
W styczniu 1975 roku zespół pracował już od ponad roku, mając ukończony tylko jeden utwór. Produkcja była nadal utrudniona przez awarie sprzętu, nieudane próby oraz chęć Springsteena do wykonywania wielu powtórnych nagrań. Nowy utwór „Wings for Wheels” został po raz pierwszy wykonany na żywo w lutym. Springsteen czuł, że brakuje mu pomysłów, dlatego zwrócił się z prośbą o radę dotyczącą produkcji do pisarza i producenta Jona Landaua, który skrytykował produkcję na jego poprzednim albumie The Wild, the Innocent & the E Street Shuffle w artykule dla tygodnika „The Real Paper”. Obaj spotkali się w Bostonie w kwietniu 1974 roku i później nawiązali bliską przyjaźń. W lutym 1975 roku Landau został zaproszony na sesję nagraniową, podczas której zasugerował przeniesienie solówki saksofonowej w „Wings for Wheels” ze środka na koniec utworu. Springsteenowi spodobała się ta zmiana i zatrudnił Landaua jako współproducenta albumu.

### Record Plant
W marcu 1975 roku Landau przeniósł sesje nagraniowe ze studia 914 Sound Studios do lepiej wyposażonego Record Plant na Manhattanie. Landau pomógł Springsteenowi odzyskać koncentrację i klarowną wizję dzięki świeżemu spojrzeniu. Springsteen powiedział w 1975 roku w wywiadzie dla magazynu „Rolling Stone”, że „[Landau] wpadł na pomysł, żeby nagrać płytę rockandrollową. Wewnątrz wszystko się posypało. On postawił to z powrotem na nogi”. Między Appelem i Landauem dochodziło do nieporozumień w sprawie decyzji produkcyjnych, które musiał rozstrzygać Springsteen. Podobnie jak zespół, obaj pomagali Springsteenowi dopracować już powstałe pomysły, a nie tworzyć nowe. Louis Lahav nie mógł wziąć udziału w nagraniach z powodu zobowiązań rodzinnych, dlatego sesje te zostały zrealizowane przez Jimmy’ego Iovine’a.
Sesje nagraniowe w Record Plant trwały od marca do lipca 1975 roku. Poza kilkoma występami na żywo, Springsteen spędził większość tych miesięcy pracując nad albumem. Sesje były wyczerpujące, mimo większego profesjonalizmu, jaki wnieśli Landau i Iovine, znacznie się przedłużały. Choć nagrania podkładów i wokali przebiegały bez większych trudności, Springsteen zmagał się z dogrywkami, a także z dokończeniem tekstów i aranżacji. Springsteen obsesyjnie pracował ciężko nad albumem, czasami spędzał godziny na poprawianiu pojedynczych wersów lub poświęcał całe dni na stworzenie aranżacji piosenek. Później powiedział, że „[te sesje] zamieniły się w coś, co mnie wykańczało, po prostu wgniatało w ziemię”. Weinberg nazwał to najtrudniejszym projektem w swojej karierze, a Federici stwierdził, że „jedli, pili i spali nad tym [albumem]”. Praca nad albumem odbywała się głównie w godzinach między 15 a 6 rano następnego dnia.
Utwór „Wings for Wheels”, pod zmienionym tytułem „Thunder Road”, został ukończony w kwietniu. Ukończenie partii gitarowych zajęło Springsteenowi 13 godzin. W maju powstały kolejne utwory: „Tenth Avenue Freeze-Out” oraz „Night”. Do nagrania partii instrumentów dętych w „Tenth Avenue Freeze-Out” Springsteen zatrudnił duet Brecker Brothers (braci Randy’ego i Michaela Breckerów), Davida Sanborna oraz Wayne’a Andre. Springsteen i Bittan nie zdążyli przygotować odpowiednich aranżacji dla sekcji dętej przed przybyciem muzyków na nagrania, więc Steven Van Zandt, przyjaciel Springsteena i były członek zespołu Steel Mill, wpadł na pomysł napisania ich na miejscu w studiu. Van Zandt wkrótce potem dołączył do E Street Band. Springsteen wykorzystał pomysły liryczne z piosenki „She’s the One” do ukończenia utworu „Backstreets”, pierwotnie zatytułowanego „Hidin’ on the River”. W piosence „Meeting Across the River”, znanej wcześniej jako „The Heist”, partie kontrabasu zagrał Richard Davis, który wcześniej brał udział w tworzeniu utworu „The Angel” z debiutanckiego albumu Springsteena Greetings from Asbury Park, N.J.. W utworze „Jungleland” na skrzypcach zagrała Suki Lahav, żona Louisa Lahava, a Clarence Clemons wykonał długie solo na saksofonie, na nagrywaniu którego spędził 16 godzin, powtarzając nagrania, dopóki efekt nie usatysfakcjonował Springsteena, który dyktował mu niemal każdą nutę do zagrania. Clemons zagrał kilka różnych wersji solówki, których fragmenty zostały następnie zmontowane w jedną spójną całość, a następnie odtworzył końcowy efekt.

### Miksowanie
Według Iovine’a album miksowanie albumu trwało „dziewięć dni bez przerwy”. Ostatnie dni były bardzo intensywne. Zespół ciężko pracował, łącząc nagrywanie materiału na album z próbami przed trasą koncertową, której start był planowany na 20 lipca. Springsteen napisał w swojej autobiografii Born to Run z 2016 roku: „W trzydniowym, 72-godzinnym maratonie, pracowaliśmy jednocześnie w trzech studiach: Clarence i ja kończyliśmy solówkę saksofonową do „Jungleland”, fraza po frazie, w jednym, miksowaliśmy „Thunder Road” w drugim i śpiewałem „Backstreets” w trzecim”. Springsteen był wymagający i nie zgadzał się na kompromisy, mówiąc wówczas, że „słyszy tylko to, co jest w tym nie tak”. Appel i Landau spierali się o to, które utwory powinny znaleźć się na albumie. Appelowi udało się usunąć utwory „Linda Let Me Be the One” i „Lonely Night in the Park”, a zachować „Meeting Across the River”. Miksowanie zakończono ranem 20 lipca, tuż przed rozpoczęciem trasy.
Album Born to Run został poddany masteringowi przez inżyniera dźwięku Grega Calbiego, gdy zespół był w trasie koncertowej. Springsteen był niezadowolony z pierwszej próbnej wersji płyty i wrzucił ją do basenu hotelu, w którym się zatrzymał. Rozważał porzucenie całego projektu i ponowne nagranie materiału, zanim powstrzymał go Landau. W czasie trasy Springsteenowi przesyłano różne miksy albumu, z których odrzucił wszystkie poza jednym, który zatwierdził na początku sierpnia.

### Odrzuty
Siedem znanych odrzutów z albumu nosi tytuły „Linda Let Me Be the One”, „Lonely Night in the Park”, „A Love So Fine”, „A Night Like This”, „Janey Needs a Shooter”, „Lovers in the Cold” oraz „So Young and in Love”. „Linda Let Me Be the One” i „So Young and in Love” zostały wydane w ramach box setu Tracks w 1998 roku. Surowe miksy niepublikowanych piosenek „Lovers in the Cold” („Walking in the Street”) i „Lonely Night in the Park” miały premierę w 2005 roku w stacji radiowej E Street Radio. „Janey Needs a Shooter” zostało później przerobione przez Springsteena i Warrena Zevona na utwór „Jeannie Needs a Shooter” z albumu Zevona Bad Luck Streak in Dancing School z 1980 roku. Nagranie oryginalnej wersji „Janey Needs a Shooter” z 2019 roku zostało wydane w 2020 roku na albumie Springsteena Letter to You.

## Muzyka i teksty
Muzyka na albumie Born to Run obejmuje takie style jak rock and roll, pop rock, R&B oraz folk rock. Autor Peter Ames Carlin stwierdził, że album uchwycił „esencję rock and rolla lat 50. oraz poezji beatników zawartej w folk rocku lat 60., osadzoną w realiach zniszczonego ducha Ameryki połowy lat 70.”. Springsteen napisał większość utworów na fortepianie,co według Roba Kirkpatricka nadało im „szczególnie melodyjny charakter”. Springsteen powiedział później, że gra Bittana na fortepianie „naprawdę zdefiniowała brzmienie” albumu. Produkcja płyty jest podobna do techniki ściany dźwięku Phila Spectora, w której warstwy instrumentów i złożone aranżacje są połączone tak, aby każda piosenka przypominała symfonię. Springsteen powiedział, że chciał, aby Born to Run brzmiał jak „Roy Orbison śpiewający Boba Dylana, wyprodukowany przez Spectora”. W wokalu inspirował się stylem Orbisona, a partie gitarowe wzorował na Duanie Eddym. Pisarz Frank Rose podkreślił hołd Springsteena dla girls bandów z lat 60., takich jak The Shirelles, The Ronettes i The Shangri-Las, które poruszały w tekstach tematykę bólu po rozstaniu i tworzyły muzykę w stylu doo-wop produkowaną przez Spectora. Piosenki rozpoczynają się introdukcjami, które wprowadzają w nastrój i atmosferę każdej z nich.

Lirycznie byłem mocno zakorzeniony w klasycznych motywach rock and rolla i chciałem znaleźć sposób, by użyć tych motywów, tak, żeby nie brzmiały anachronicznie. … [Born to Run] był albumem, na którym porzuciłem moje młodzieńcze wyobrażenia o miłości i wolności … [to] była graniczna linia.

Springsteen wyobrażał sobie, że utwory na albumie rozgrywają się w ciągu jednego letniego dnia i nocy. Według pisarza Louisa Masura, centralnym motywem albumu jest „samotność i poszukiwanie towarzystwa”. Bohaterowie piosenek to zwykli ludzie, którzy są zagubieni i czują się uwięzieni w swoim życiu. Różne miejsca, takie jak ulice i drogi, oferują im ucieczkę, ale nie są miejscami idealnymi. Hubert Vigilla z portalu Treble określił strukturę albumu jako „układ oparty na czterech filarach”, w którym obie strony oryginalnego wydania winylowego rozpoczynają się od piosenek optymistycznych i pełnych nadziei, a kończą piosenkami o zdradzie i pesymizmie. W tekstach ośmiu utworów zawartych na płycie, Springsteen pisze o nocy i mieście („Tenth Avenue Freeze-Out”, „Backstreets” i „Meeting Across the River”), urzekającej prawdziwej lub wyimaginowanej kobiecie („She’s the One”), zniewoleniu klasy robotniczej („Night”) oraz autostradzie jako symbolu ucieczki i dorastania („Thunder Road”, „Born to Run” i „Jungleland”). Dziennikarka Veronika Hermann zauważyła, że album w dużej mierze opowiada o takich czynnościach, jak bieganie, spotkania, ukrywanie się i jazda samochodem.
Album Born to Run powstał w czasach, gdy idea american dream była nieosiągalna dla wielu Amerykanów po wojnie wietnamskiej, aferze Watergate i kryzysie naftowym z 1973 roku. Carlin napisał, że pełne nadziei piosenki Springsteena, zawierające ideały takie jak przekonanie, że droga może zaprowadzić cię wszędzie, były „zachwycające” w okresie naznaczonym zamachami, wojną, korupcją polityczną i upadkiem subkultury hippisowskiej. Hermann analizowała teksty jako eksperymenty z nostalgią, argumentując, że „bohaterowie i bohaterki Born to Run stoją w obliczu utraty bezpieczeństwa i stabilności, [oraz] poniesienia konsekwencji przegranej wojny”, co prowadzi ich do decyzji o ucieczce od „amerykańskiego snu”. Springsteen pracował nad tekstami „bardzo, bardzo długo”, ponieważ chciał uniknąć stereotypów i „klasycznych rockandrollowych klisz”, przekształcając je zamiast tego we w pełni rozwinięte i emocjonalne postacie. W filmie dokumentalnym z 2005 roku mówił: „To był początek tworzenia pewnego świata, do którego wszystkie moje kolejne dzieła będą się odnosić i z którym będą rezonować przez następne 20 lub 30 lat”.
Piosenki z albumu są w dużej mierze autobiograficzne i inspirowane filmami klasy B w stylu noir, które Springsteen lubił oglądać w tamtym czasie. Chciał on uchwycić nowe ideały oparte na swoich ówczesnych przeżyciach. Podobnie jak dwa pierwsze albumy Springsteena, Born to Run zawiera symbolikę religijną, szczególnie ideę „poszukiwania”, choć jest ona przełamana przez mroczniejszy, apokaliptyczny klimat. W przeciwieństwie do zawartości albumów Greetings from Asbury Park, NJ oraz The Wild, the Innocent & the E Street Shuffle, większość utworów na Born to Run nie jest ściśle związana z New Jersey i Nowym Jorkiem, lecz przenosi się na całe Stany Zjednoczone, starając się trafić do szerszej grupy odbiorców. Springsteen powiedział, że „większość piosenek opowiada o byciu nigdzie”.

### Strona A
Utwór „Thunder Road” jest opisywany jako zaproszenie do wyruszenia w daleką podróż, inspirowane filmem o tym samym tytule z 1958 roku. Narrator piosenki prosi ukochaną, aby dołączyła do niego w pozostawieniu dotychczasowego życia za sobą i rozpoczęciu wszystkiego od nowa, wierząc, że nie ma czasu na czekanie i muszą działać już teraz. Masur stwierdził, że piosenka „opisuje nadzieje i marzenia, a reszta albumu to badanie, czy i w jaki sposób mogą się one spełnić”. Kirkpatrick przypuścił, że piosenka może być przerobioną wersją utworu „Rosalita (Come Out Tonight)” z albumu The Wild, the Innocent & the E Street Shuffle, z „mniej naiwną, bardziej realistyczną perspektywą”, a Kenneth Partridge z tygodnika „Billboard” opisał ją jako „pięciominutową pop operę”. Muzyka stopniowo narasta przez cały czas trwania utworu, kolejne instrumenty dołączają się, gdy wizja narratora coraz bardziej się krystalizuje. James Gerard z AllMusic scharakteryzował nastrój piosenki jako bardziej melancholijny niż podnoszący na duchu.

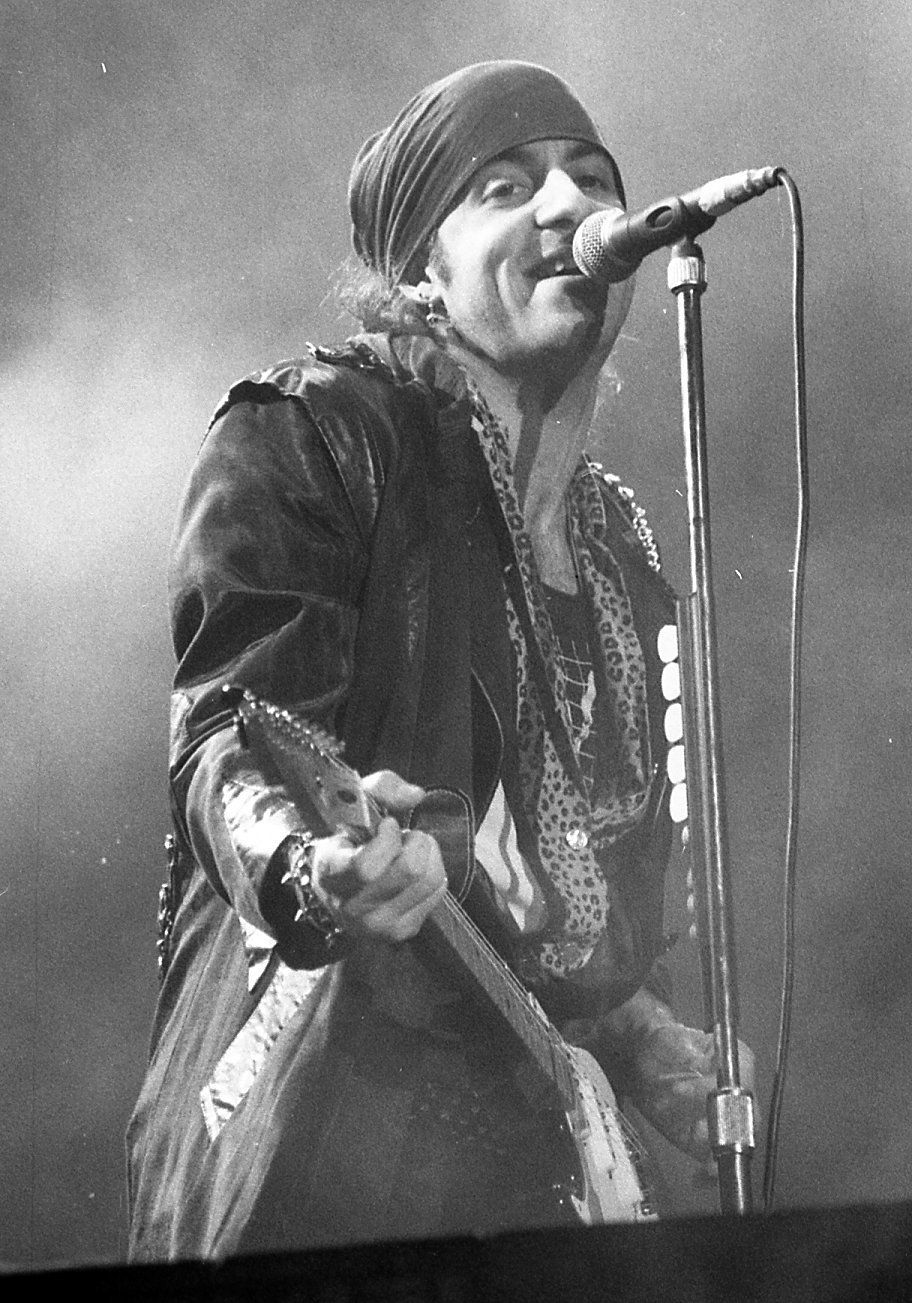
Steven Van Zandt (na zdjęciu z 1983 roku) wymyślił aranżację partii dętych do utworu „Tenth Avenue Freeze-Out” bezpośrednio w studiu i niedługo potem dołączył do E Street Band.

„Tenth Avenue Freeze-Out” opowiada o postaci imieniem Bad Scooter, która „szuka swojego rytmu” i „miejsca, gdzie może się odnaleźć”. Częściowo autobiograficzna, częściowo fikcyjna, piosenka opowiada historię Springsteena i zespołu E Street Band, którzy do tej pory walczyli o sukces komercyjny. Odnoszą go po tym, jak „Big Man” (Clemons na saksofonie) dołącza do zespołu w trzeciej zwrotce. Muzycznie, jest to funkowy utwór R&B z dominującymi instrumentami dętymi blaszanymi. Autorzy Philippe Margotin i Jean-Michel Guesdon porównali go do brzmienia nagrań wytwórni Stax Records. W swojej książce Songs z 2003 roku Springsteen opisał „Tenth Avenue Freeze-Out” jako „biografię zespołu i imprezę uliczną”.
„Night”, najkrótsza piosenka na albumie, opowiada historię mężczyzny, który jest niewolnikiem swojego życia zawodowego. Nie lubi swojej pracy na pełny etat, ale jego miłość do wyścigów drag racing motywuje go do pracy, by móc żyć nocą. Podobnie jak inne utwory na albumie, piosenka wykorzystuje autostradę jako symbol ucieczki. Warstwa muzyczna utworu zawiera różne zmiany tonacji między skalą molową a durową. Masur stwierdził, że tonacja molowa „potępia monotonny świat pracy w ciągu dnia”, a tonacja durowa „oddaje możliwość pędzenia z piskiem opon w nocy”. Margotin i Guesdon zwrócili uwagę na produkcję w stylu ściany dźwięku i porównali rockandrollowy charakter utworu do brzmienia muzyki Chucka Berry’ego.
„Backstreets” zawiera długą, prowadzoną przez fortepian introdukcję. Utwór został opisany przez Masura jako „operowy i teatralny”. Zespół czerpał inspirację z różnych piosenek Dylana i Orbisona przy tworzeniu partii instrumentalnych. Piosenka opowiada historię przyjaźni narratora z osobą o imieniu Terry, wykorzystując zarówno realistyczną, jak i poetycką obrazowość. Para zbliża się do siebie, dopóki ich relacja nie zostaje zerwana, gdy Terry zostawia narratora dla kogoś innego, po czym narrator „zdaje sobie sprawę, że on i Terry nie okazali się być bohaterami, którymi myśleli, że muszą być”. Płeć Terry’ego jest niejasna, co skłoniło niektórych recenzentów do interpretacji związku jako homoseksualnego. Utwór zawiera elementy autobiograficzne związane z młodością Springsteena, z odniesieniami filmowymi.

### Strona B
„Born to Run” wykorzystuje samochód jako symbol ucieczki od przygnębiającego życia. Bohaterowie, określani jako „włóczędzy”, to narrator i dziewczyna o imieniu Wendy. Pierwszy z nich wykonuje nudną pracę, „czekając z niecierpliwością” na „uciekający amerykański sen”, a nocą dołącza do środowiska ulicznych rajdowców. Mówi on Wendy, że miasto, w którym mieszkają, to „śmiertelna pułapka” i muszą stąd wyjechać, „póki [są] młodzi”, ponieważ „włóczędzy tacy jak oni urodzili się, by biec”. Recenzenci analizowali podnoszące na duchu przesłanie piosenki jako zawierające zarówno „ukryty smutek”, jak i „poczucie desperacji”. Narrator obiecuje Wendy, że pewnego dnia dotrą do ziemi obiecanej, ale nie wie kiedy. Chce uciec z nią, aby „pomogła mu odkryć, czy jego młodzieńcze wyobrażenia o miłości są prawdziwe” i „przysięga, że pragnie umrzeć z nią na ulicy” oraz kochać ją „całym szaleństwem [swojej] duszy”. Warstwa muzyczna piosenki łączy rock and roll oraz hard rock z rockabilly, jazzem i muzyką Tin Pan Alley, w komplecie z produkcją w stylu ściany dźwięku. Jason Ankeny z AllMusic opisał piosenkę jako „hołd dla ducha rock and rolla, oddający młodzieńczą swobodę muzyki, szaloną namiętność i niezwykłe obietnice z filmową euforią”.

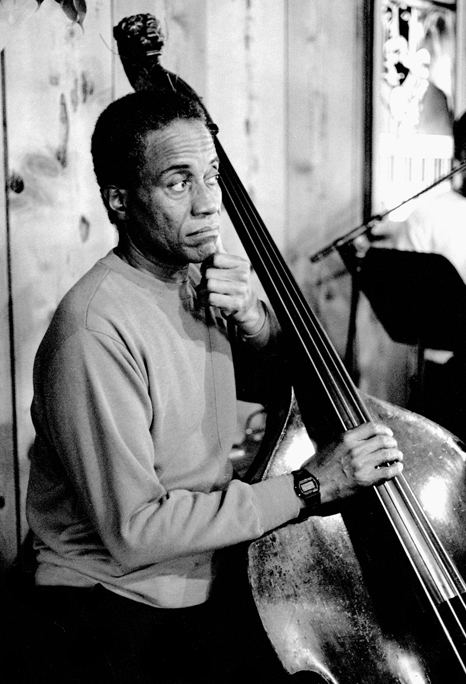
Richard Davis (na zdjęciu z 1987 roku) zagrał na kontrabasie w utworze „Meeting Across the River”.

„She’s the One” opowiada o całkowitej obsesji narratora na punkcie pewnej dziewczyny. Kobieta ta jest jednak kłamczynią i ma na niego zły wpływ, mimo czego on wciąż do niej wraca. Springsteen nigdy nie ujawnił, kto był inspiracją dla tego utworu, chociaż Margotin i Guesdon zasugerowali, że była nią Karen Darvin, ówczesna partnerka Springsteena. Warstwa muzyczna piosenki jest oparta na rytmie charakterystycznym dla muzyki Bo Diddleya. Jazzowy utwór „Meeting Across the River” muzycznie i tekstowo różni się od poprzednich piosenek, wykorzystując fortepian i trąbkę, aby stworzyć to, co Margotin i Guesdon opisali jako „jazzową atmosferę rodem z filmu noir”, która kontrastuje z resztą albumu. Bohaterowie utworu, narrator i jego wspólnik Eddie, są drobnymi gangsterami, którzy planują nielegalny interes po drugiej stronie rzeki Hudson, dążąc do zdobycia dużej sumy pieniędzy, która pozwoli narratorowi zaimponować swojej dziewczynie. Piosenka, poruszająca motywy desperacji i beznadziei, kończy się przed rozstrzygnięciem fabularnym, pozostawiając niejasną kwestię, czy gangsterom udało się osiągnąć ich cel.
„Jungleland” rozgrywa się w tytułowym miejscu, gdzie o północy dochodzi do spotkania gangów, przerwanego przez interwencję policji. Utrzymany w mrocznej atmosferze utwór opowiada o członku gangu z New Jersey, znanym jako Magic Rat, który ucieka przed organami ścigania w Harlemie w towarzystwie swojej bezimiennej partnerki, zwanej „bosonogą dziewczyną”. Pod koniec utworu relacja między Magic Ratem a dziewczyną się rozpada: ona go opuszcza, a on zostaje zabity na ulicy. Bohater zostaje zastrzelony przez jego „własny sen”, co według Masura symbolizuje, że „uciekający amerykański sen w końcu nas zabije, a marzenie o ucieczce to tylko jego kolejna wersja, która nas więzi”. Po śmierci bohatera destrukcja na ulicach trwa dalej, aż do momentu, gdy zostają one całkowicie zdewastowane. Utwór trwa ponad dziewięć minut i jest oparty na wokalu Springsteena, fortepianie Bittana i skrzypcach Suki Lahav. Zawiera także rozbudowane solo saksofonowe w wykonaniu Clemonsa, trwające ponad dwie minuty.

## Okładka i opakowanie

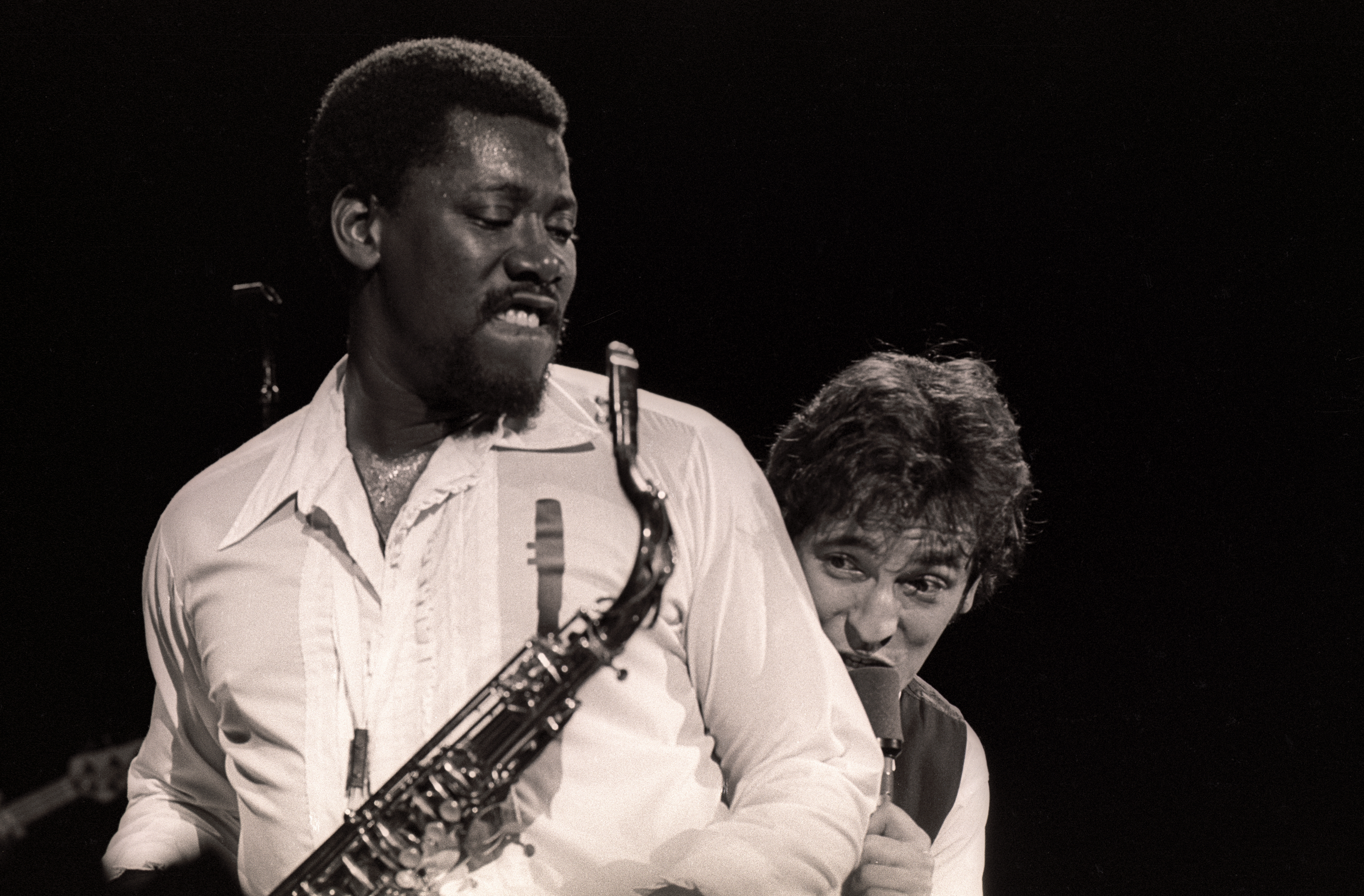
Na okładce płyty Born to Run Springsteen (po prawej) opiera się o ramię saksofonisty E Street Band, Clarence’a Clemonsa (po lewej).

Okładka albumu Born to Run została wykonana 20 czerwca 1975 roku przez fotografa Erica Meolę w jego prywatnym studiu. Napięty harmonogram nagrań Springsteena sprawiał, że ciągle opuszczał on sesje zdjęciowe. Gdy w końcu się pojawił, przyprowadził ze sobą Clarence’a Clemonsa, ponieważ chciał, by pojawił się on na okładce. Meola wykonał 900 zdjęć w trakcie trzygodzinnej sesji, z których niektóre przedstawiały Springsteena pod schodami przeciwpożarowymi, strojącego radio i z gitarą. Niewykorzystane zdjęcia zostały później wykorzystane przez Columbię do celów reklamowych.
Na czarno-białym zdjęciu z okładki, Springsteen trzyma gitarę, opierając się o Clemonsa. Springsteen ma na sobie czarną skórzaną kurtkę, a Clemons białą koszulę w paski i czarny kapelusz. Meola stwierdził, że to zdjęcie wyraźnie się wyróżniało: „Chciałem czegoś, co będzie niemal niemożliwe do wydrukowania, ale jeśli się uda – będzie piękne w odbiorze; jednocześnie niewinne i cwane”. Na pasku od gitary Springsteena widnieje przypinka z Elvisem Presleyem, którą nosił, aby podkreślić wpływ muzyki Presleya na swoją twórczość. Jego gitara, Fender Telecaster z gryfem Esquire, pojawiła się później także na okładkach albumów Live/1975–85 (1986), Human Touch (1992) i Greatest Hits (1995). Okładka Born to Run zajęła 8. miejsce w plebiscycie czytelników magazynu „Rolling Stone” na najlepsze okładki albumów wszech czasów w 2011 roku. Masur określił ją „klasyką” i „jednym z najbardziej ikonicznych obrazów w historii rocka”.
Zdjęcie pokrywa obie strony okładki płyty winylowej; wewnątrz znajdują się teksty piosenek i portret Springsteena. Dyrektor artystyczny Columbii John Berg zaprojektował rozkładaną okładkę, a Andy Engel był odpowiedzialny za typografię. Berg stwierdził, że „potrzebny był chyba tydzień negocjacji” z wytwórnią, aby stworzyć składaną okładkę, ponieważ „to było złamanie zasad; tak robiliśmy tylko wtedy, gdy mieliśmy do czynienia z albumem dwupłytowym”. Na pierwszych tłoczeniach imię Landaua zostało błędnie zapisane jako „John” zamiast „Jon”. Columbia wydrukowała naklejki, aby ukryć ten błąd, według doniesień nawet do 400 000 sztuk. Na kilku oryginalnych wydaniach utwór „Meeting Across the River” figuruje pod swoim roboczym tytułem „The Heist”, a pierwotna wersja okładki zawiera tytuł albumu napisany ręcznie piórem z szeroką stalówką. Egzemplarze te, znane jako „script cover”, są bardzo rzadkie i należą do najbardziej poszukiwanych pamiątek związanych ze Springsteenem.
Springsteen i Clemons okazjonalnie odtwarzali pozę z okładki na scenie podczas swoich koncertów. Poza ta była później wielokrotnie imitowana przez innych muzyków, w tym przez zespół Cheap Trick na okładce albumu Next Position Please z 1983 roku, Mai Kuraki na okładce singla „Stand Up” z 2001 roku, Toma i Ray Magliozzich na okładce kompilacji Born Not to Run: More Disrespectful Car Songs z 2003 roku oraz przez grupę Los Secretos na okładce albumu Algo prestado z 2015 roku. Poza muzyką, komiks internetowy Kevin i Kell nawiązał do tej pozy w pasku zatytułowanym „Born to Migrate”, w którym Kevin Dewclaw grał Springsteena z marchewką zamiast gitary, a Kell Dewclaw Clemonsa ze stertą kości zamiast saksofonu. Bohaterowie Ulicy Sezamkowej, Bert i Ciasteczkowy Potwór, również odtworzyli tę pozę na okładce albumu Born to Add.

## Wydanie i promocja
Bruce Springsteen i E Street Band wyruszyli w trasę koncertową po wschodnim wybrzeżu USA 20 lipca 1975 roku, bezpośrednio po zakończeniu miksowania albumu Born to Run. Springsteen zatwierdził ostateczną wersję taśmy-matki w trakcie trasy. Trasa trwała do sierpnia i obejmowała m.in. dziesięć koncertów zagranych w ciągu pięciu nocy przy komplecie publiczności w klubie nocnym The Bottom Line w Greenwich Village. Columbia wykupiła jedną piątą biletów na koncerty dla dziennikarzy rockowych i mediów w celach promocyjnych. Oczekiwania wobec zespołu były wysokie. Clemons wspominał: „Byliśmy na krawędzi. Gdybyśmy zawiedli w Bottom Line, byłoby to dla nas bardzo szkodliwe emocjonalnie”. Koncerty okazały się wielkim sukcesem, zyskując uznanie zarówno wśród krytyków, jak i od byłego prezesa Columbii, Clive’a Davisa. Kirkpatrick stwierdził, że koncerty „pokazały fanom rocka i mediom, że Springsteen nie był wytworem przemysłu muzycznego; był prawdziwym talentem”. W 1987 roku magazyn „Rolling Stone” umieścił te występy na liście 20 koncertów, które zmieniły rock and rolla.
Premierze Born to Run towarzyszyła kampania promocyjna o wartości 250 000 dolarów, sfinansowana przez wytwórnię Columbia/CBS, skierowana zarówno do słuchaczy, jak i przemysłu muzycznego, pod przewodnictwem dyrektora Glena Brunmana. W okresie poprzedzającym wydanie albumu CBS wydało 40 000 dolarów na reklamy, które wykorzystywały dwa poprzednie albumy Springsteena oraz cytat Jona Landaua: „Widziałem przyszłość rock and rolla, a jej imię to Bruce Springsteen” opublikowany w tygodniku „The Real Paper” po tym, jak Landau po raz pierwszy usłyszał Springsteena grającego „Born to Run” na żywo w maju 1975 roku. Reklamy te zwiększyły sprzedaż obu poprzednich albumów na tyle znacząco, że ponownie znalazły się one na liście Billboard Top LPs & Tape, nieco powyżej 60. miejsca, dwa lata po ich oryginalnych wydaniach. W ramach przedsprzedaży zamówiono ponad 350 000 egzemplarzy Born to Run, ponad dwukrotnie więcej niż wynosiła łączna sprzedaż Greetings from Asbury Park, N.J. i The Wild, the Innocent & the E Street Shuffle.
Album Born to Run, wydany 25 sierpnia 1975 roku, osiągnął 3. miejsce w amerykańskim zestawieniu Billboard Top LPs & Tape, znalazł się na szczycie listy magazynu „Record World” oraz dotarł do 36. miejsca na brytyjskiej liście UK Albums Chart. W innych krajach album uplasował się na 7. miejscu w Australii, Holandii i Szwecji, 20. w Irlandii, 26. w Norwegii, 28. w Nowej Zelandii oraz 31. w Kanadzie. Do końca 1975 roku sprzedano 700 000 egzemplarzy albumu. Do 2022 roku Born to Run uzyskał w USA status siedmiokrotnej platynowej płyty przyznany przez Recording Industry Association of America. Album był promowany przez dwa single. Pierwszy z nich, „Born to Run” z utworem „Meeting Across the River” na stronie B, został wydany 25 sierpnia 1975 roku, dotarł do 23. miejsca na liście przebojów Billboard Hot 100 i zyskał dużą popularność zarówno w radiu, jak i na koncertach. Drugi, „Tenth Avenue Freeze-Out” z piosenką „She’s the One” na stronie B, ukazał się w styczniu 1976 roku i osiągnął 83. miejsce na tej samej liście.

### Szum medialny i fala krytyki
Album był bardzo wyczekiwany i szeroko promowany. W październiku 1975 roku Springsteen został pierwszym artystą, którego zdjęcia pojawiły się jednocześnie na okładkach magazynów „Time” i „Newsweek”. Jay Cocks z „Time” skupił się na Springsteenie jako artyście, natomiast Maureen Orth z „Newsweeka” zwróciła uwagę na kampanię promocyjną Columbii i szum medialny wokół Springsteena, twierdząc, że jest on gwiazdą popu wykreowaną przez przemysł muzyczny.
Kwestia szumu medialnego stała się przedmiotem osobnych analiz, ponieważ krytycy zaczęli kwestionować, czy Springsteen to autentyczny artysta, czy też produkt promocji wytwórni płytowej. Dziennikarz John Sinclair z czasopisma „Ann Arbor Sun” stwierdził, że Dave Marsh i Jon Landau byli „współspiskowcami w wielkiej akcji promocyjnej Springsteena”. Dyskusje na temat zainteresowania albumem kontynuowano po jego wydaniu, kiedy ukazały się artykuły m.in. w magazynie „BusinessWeek” oraz w angielskim „Melody Maker”. W tym ostatnim argumentowano, że w przypadku Springsteena nie można mówić o sztucznie wykreowanym szumie medialnym, ponieważ jest on rzeczywiście utalentowany, a nadmierna promocja służy jedynie artystom, którzy nie zasługują na taką uwagę. Z perspektywy czasu Masur stwierdził, że „większość negatywnych reakcji wobec Springsteena wynikała z irytacji wokół medialnego szumu, a nie z samej muzyki, choć pisanie o tym szumie tylko dodatkowo napędzało machinę promocyjną”.
Springsteen poczuł się dotknięty medialną krytyką, szczególnie artykułem Henry’ego Edwardsa w „The New York Times”, który krytykował zarówno jego, jak i płytę Born to Run. Uważał, że stracił on panowanie nad swym rozgłosem, a kampania reklamowa Columbii, która określała go „przyszłością rock and rolla”, była błędem. Stwierdził również, że po premierze albumu poczuł się wypalony i zagubiony oraz przyznał, że kolejne miesiące były jednym z najgorszych okresów jego życia. Gdy krytyka płyty osłabła, jej sprzedaż zaczęła spadać i po 29 tygodniach album zniknął z zestawienia Billboard Top LPs & Tape. W książce Flowers in the Dustbin (1999), były dziennikarz magazynów „Rolling Stone” oraz „Newsweek” James Miller napisał, że „masowy marketing” Springsteena w USA i Davida Bowiego jako Ziggy’ego Stardusta w Wielkiej Brytanii doprowadził do powszechnego przekonania, że „era niewinności w rocku dobiegła końca – prawdopodobnie na zawsze”.

## Odbiór krytyczny
Album Born to Run otrzymał bardzo pozytywne recenzje od krytyków muzycznych, w szczególności za filmową narrację i produkcję z wykorzystaniem techniki ściany dźwięku. Greil Marcus napisał na łamach magazynu „Rolling Stone”, że Springsteen wzbogaca romantyzowane amerykańskie motywy swoim majestatycznym brzmieniem, idealistycznym stylem rock and rolla, sugestywnymi tekstami i pełnym pasji wykonaniem, co razem składa się na „wspaniały” album. W „The New York Times” John Rockwell opisał Born to Run jako arcydzieło „punkowej poezji” i „jeden z najlepszych albumów ostatnich lat”. W „The Village Voice” Robert Christgau stwierdził, że Springsteen kondensuje w swoich utworach duży ładunek amerykańskiego mitu i często mu się to udaje, pomimo jego skłonności do egzaltacji i „pseudotragicznego fatalizmu pięknego przegranego”.
Wielu krytyków spodziewało się, że Born to Run otworzy Springsteenowi drogę do sukcesu komercyjnego. Recenzenci chwalili wokale, muzykę i produkcję. W porównaniu do wcześniejszych albumów Springsteena, krytycy ocenili teksty jako bardziej przystępne i posiadające „uniwersalną jakość, która wykracza poza źródła i mity, z których czerpał”. Lester Bangs zauważył w tekście dla magazynu „Creem”, że Springsteen „nie upycha już tylu sylab, ile tylko się da, w każdym wersie”. Chwalono również grę członków zespołu E Street Band, w szczególności saksofonisty Clarence’a Clemonsa. 
Niektórzy krytycy, w tym Bangs oraz Cocks, okrzyknęli Springsteena wizjonerem, którego przeznaczeniem jest uratowanie rocka przed, jak to ujął Stephen Holden, „jego obecnym stanem osłabienia”. Bangs stwierdził, że Springsteen „przypomina nam, jak to jest kochać rock and rolla, jakbyś go właśnie odkrył, a potem go uchwycić i uczynić swoim z pewnością i precyzją”. Robert Hilburn z „Los Angeles Times” nazwał Born to Run „bardzo ważnym” albumem, stwierdzając, że „minęło dużo czasu, odkąd ktokolwiek w rocku włożył tyle pasji i ambicji w album”. W magazynie „Circus Raves” Holden umieścił Born to Run na liście najlepszych albumów dekady, obok Layla and Other Assorted Love Songs (1970), Who’s Next (1971) i Exile on Main St. (1972), a David McGee zestawił Springsteena z legendami rocka takimi jak Elvis Presley, Chuck Berry, The Beatles, The Rolling Stones i Bob Dylan. 
Born to Run otrzymało również negatywne recenzje od kilku krytyków, którzy uznali produkcję za przesadzoną i „zbyt nachalną”, piosenki za „schematyczne”, „przesadnie ekspresyjne” i „niewyróżniające się”, a samemu Springsteenowi zarzucili brak wyrazistego stylu wokalnego. Langdon Winner argumentował na łamach „The Real Paper”, że ponieważ Springsteen świadomie przestrzega tradycji i standardów wychwalanych przez rockową krytykę, Born to Run jest „hołdem złożonym wszystkim klasycznym zasadom rock and rolla”. Mike Jahn z „High Fidelity” skrytykował kompozycje, twierdząc, że Springsteen po trzech albumach zamyka się w roli twórcy utworów opartych na fikcyjnych postaciach, zamiast mówić własnym głosem. Roy Carr z „NME” niekorzystnie porównał Springsteena do Davida Bowiego, uważając, że brakowało mu „rozmachu wizji” tego drugiego. Carr uznał również, że muzyka na płycie jest pozbawiona polotu, a sam Springsteen „często stara się za bardzo, w rezultacie przesadzając”. W bardziej umiarkowanym tonie wypowiedział się Jerry Gilbert z „Sounds”, który stwierdził, że Born to Run nie jest tak „istotnym” albumem jak Greetings from Asbury Park, N.J. czy The Wild, the Innocent & the E Street Shuffle, ale wystarczająco odróżnia się od tych dwóch albumów, aby bronić się jako osobne dzieło: „Pokochałem go, ale nowym słuchaczom Springsteena polecałbym raczej sięgnąć po albumy, które wcześniej wywołały tak entuzjastyczne reakcje krytyki. Starzy fani będą musieli uzbroić się w cierpliwość”. 
Płyta Born to Run została uznana za trzeci najlepszy album 1975 roku w corocznym plebiscycie krytyków Pazz & Jop organizowanym przez „The Village Voice”, za The Basement Tapes Boba Dylana i The Band oraz Horses Patti Smith. Christgau, twórca plebiscytu, sklasyfikował ją na 12. miejscu w swoim własnym zestawieniu podsumowującym rok. 

## Trasy koncertowe i proces sądowy

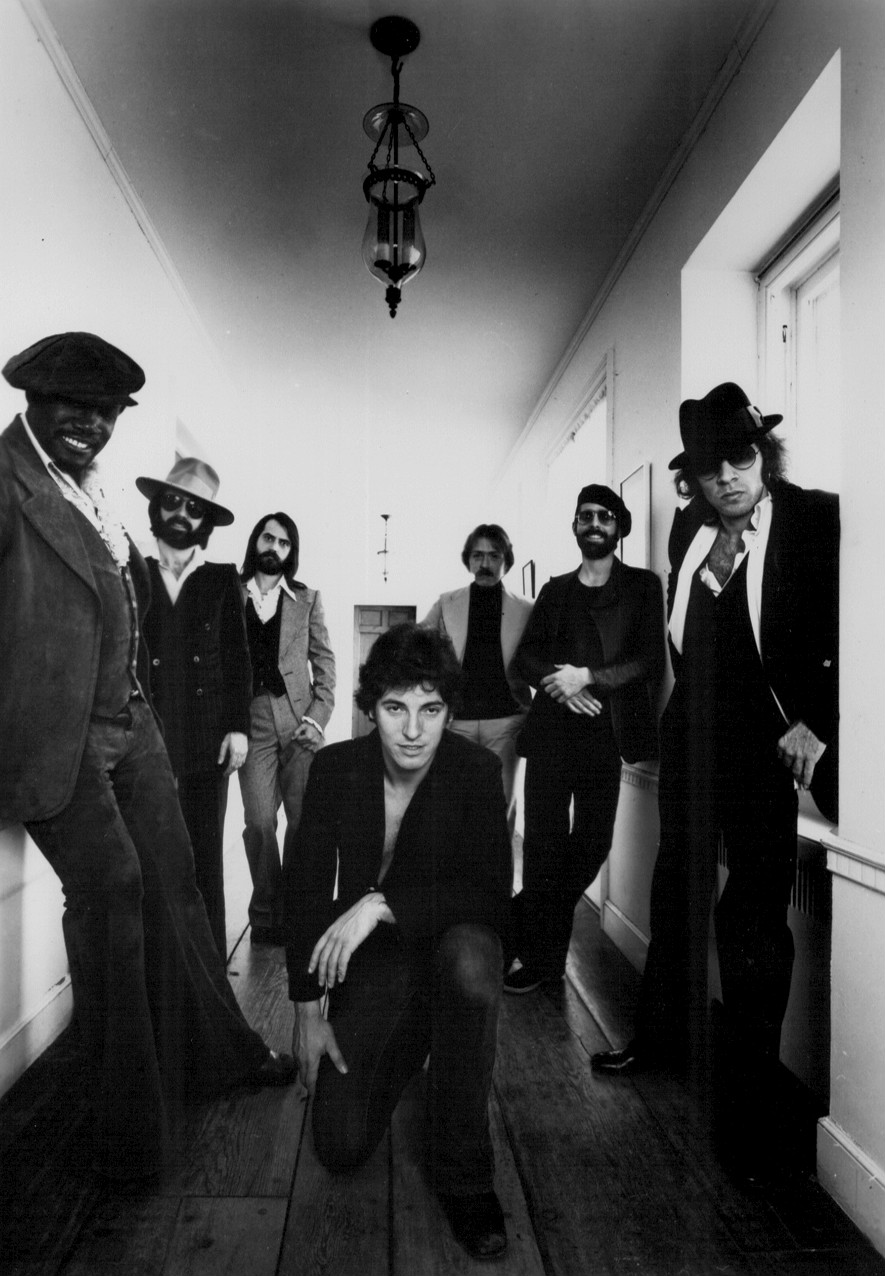
Springsteen (w środku, klęczący) i E Street Band w lutym 1977 roku.

Springsteen i członkowie E Street Band — Bittan, Clemons, Federici, Tallent, Weinberg i Van Zandt — kontynuowali tournée po Stanach Zjednoczonych przez resztę 1975 roku, promując album Born to Run i występując przed szerszą publicznością po jego sukcesie. W połowie listopada zespół udał się do Europy, aby zagrać swoje pierwsze koncerty poza Ameryką Północną.
Pierwsze koncertami były dwa występy w londyńskim Hammersmith Odeon. Springsteen był niezadowolony ze sposobu, w jaki promowano wydarzenie, osobiście zrywał plakaty we foyer i nakazał, aby nie rozdawano przypinek z cytatem Landaua o „przyszłości rock and rolla”. Pierwszy występ spotkał się z mieszanymi recenzjami brytyjskich krytyków. Choć sceniczna charyzma Springsteena została oceniona pozytywnie, niektórzy zwracali uwagę, że różnice kulturowe między USA a Wielką Brytanią przełożyły się na chłodniejszą reakcję publiczności. Springsteen uznał ten występ za katastrofę. Po powrocie do Stanów Zjednoczonych zespół zagrał pięć wyprzedanych koncertów w Tower Theater w Filadelfii pod koniec grudnia.
W 1976 roku między Springsteenem a Appelem doszło do nieporozumień dotyczących kierunku jego kariery. Appel chciał wykorzystać sukces Born to Run, wydając album koncertowy, podczas gdy Springsteen zamierzał wrócić do studia nagraniowego z Jonem Landauem. Springsteen niepokoił się również brakiem dochodów osobistych, mimo komercyjnego sukcesu płyty. Zorientowawszy się, że warunki jego kontraktu płytowego są niekorzystne, w lipcu 1976 roku wytoczył Appelowi proces sądowy o prawa do swojej twórczości. W wyniku postępowania prawnego nie mógł nagrywać w studiu przez niemal rok, w tym czasie kontynuował jednak trasę koncertową z E Street Band. Druga część trasy koncertowej, nazywana nieoficjalnie „Chicken Scratch Tour”, trwała od marca do maja i obejmowała południowe stany USA.
Springsteen pisał nowy materiał w trasie oraz w swoim domu na farmie w Holmdel w stanie New Jersey, według doniesień tworząc od 40 do 70 utworów. Kontynuował występy przez dziewięć miesięcy, od sierpnia 1976 do maja 1977, w ramach trasy nazwanej nieoficjalnie „Lawsuit Tour”, podczas której po raz pierwszy wykonał nowe utwory, takie jak „Something in the Night” i „The Promise”, które szybko zyskały popularność wśród publiczności. Pozew zakończył się ugodą 28 maja 1977 roku; Springsteen wykupił swój kontrakt z Appelem, który otrzymał jednorazową wypłatę oraz udział w tantiemach z trzech pierwszych albumów. Springsteen i zespół natychmiast weszli do studia na początku czerwca, aby rozpocząć nagrania następcy Born to Run, przy współprodukcji Jona Landaua. Sesje nagraniowe trwały dziewięć miesięcy, ponieważ Springsteen wymagał od muzyków perfekcji i przenosił się między różnymi studiami nagraniowymi. Album Darkness on the Edge of Town został ostatecznie wydany w czerwcu 1978 roku, trzy lata po premierze Born to Run.

## Dziedzictwo
Sukces Born to Run uratował karierę Springsteena i przyniósł mu status gwiazdy. Album zapewnił Springsteenowi szerokie grono fanów w całych Stanach Zjednoczonych, które powiększało się wraz z kolejnymi wydawnictwami. Według Kirkpatricka, album „nie tylko przyniósł Springsteenowi jego pierwszy przebój, ale także przekształcił muzykę rockową lat siedemdziesiątych, przesuwając granice tego, co wokalista i autor piosenek mógł osiągnąć w ramach gatunku”. Hilburn i Carlin porównali Born to Run do albumów, które „wyznaczyły nowe brzmienie i charakter, na tyle silne, by trwale zmienić postrzeganie muzyki przez słuchaczy”, takich jak debiutancki album (1956) i The Sun Sessions (1976) Elvisa Presleya, amerykański debiut Beatlesów Meet the Beatles! (1964), Highway 61 Revisited (1965) i Blonde on Blonde (1966) Boba Dylana oraz Nevermind (1991) Nirvany. Niektórzy krytycy stwierdzili, że Born to Run był połączeniem dorobku dwóch poprzednich dekad rock and rolla, który napędzał rozwój rocka w kolejnych dwudziestu latach i później. W artykule z 2005 roku w magazynie „Treble” Hubert Vigilla nazwał album „wielką amerykańską płytą rock and rollową”.
Springsteen i E Street Band wykonali na żywo cały album Born to Run przy kilku okazjach, m.in. 7 maja 2008 roku w Count Basie Theatre w Red Bank, 20 września 2009 roku w United Center w Chicago oraz podczas innych koncertów w ramach jesiennej części trasy koncertowej Working on a Dream Tour w 2009 roku. Album był też częściowo lub w całości wykonywany podczas niektórych koncertów trasy Wrecking Ball World Tour w 2013 roku. Cały album został ponownie wykonany 20 czerwca 2013 roku na Ricoh Arena w Coventry w Anglii i poświęcony pamięci aktora Jamesa Gandolfiniego, który zmarł poprzedniego dnia na zawał serca.

### Analiza
Sukces Born to Run był ściśle związany z lękiem przed dorastaniem, który dotykał pokolenie nastolatków z połowy lat 70. Po tym, jak ominęła ich era beatu z lat 50. oraz ruchów praw obywatelskich i antywojennych z lat 60., nastolatkowie w połowie lat 70. czuli się wyobcowani w czasach politycznych zawirowań związanych z wojną w Wietnamie i rezygnacją prezydenta Richarda Nixona. Dekada ta była również dotknięta stagflacją, która szczególnie uderzyła w amerykańską klasę robotniczą, co spowodowało utratę wiary w american dream przez wiele osób. Komentujący zauważyli, że Born to Run uchwycił zbiorowo ideały całego pokolenia amerykańskiej młodzieży i „odzwierciedlał kulturową zmianę” między latami 60. a 70.. Joshua Zeitz z „The Atlantic” podsumował: „Springsteen uosabiał utracone lata 70. – napięty, polityczny, robotniczy sprzeciw wobec ograniczeń Ameryki”. Sam Springsteen stwierdził w 2005 roku: „Rzecz, o której ludzie często zapominają w przypadku Born to Run, to fakt, że powstało ono po Watergate, po Wietnamie. Ludzie po prostu nie czuli się już tak młodzi, i to jest część tego, co sprawiło, że ta płyta była tak aktualna, ponieważ korzystałem z wielu klasycznych rockowych obrazów i klasycznych rockowych brzmień, ale pisałem w szczególnym momencie, kiedy ludziom niejako „podcięto nogi””.

### Recenzje po latach
| Album of the Year             | 97/100  |
| AllMusic                      | [ 2 ]   |
| „Chicago Tribune”             | [ 255 ] |
| Christgau's Record Guide      | A       |
| Encyclopedia of Popular Music | [ 257 ] |
| „Entertainment Weekly”        | B+      |
| „MusicHound Rock”             | [ 259 ] |
| „NME”                         | 9/10    |
| „Q”                           | [ 261 ] |
| „Rolling Stone”               | [ 262 ] |
| The Rolling Stone Album Guide | [ 263 ] |
| Sputnikmusic                  | 5/5     |
| Tom Hull – on the Web         | B+      |

Recenzenci piszący z perspektywy czasu uważają Born to Run za arcydzieło i jedno z najlepszych dzieł Springsteena. Został on określony jako ponadczasowy album, który zapoczątkował karierę charakteryzującą się rozpoznawalnym, unikalnym brzmieniem oraz tekstami opisującymi dążenia do amerykańskiego snu. Płytę chwalono również za warstwę instrumentalną stworzoną przez Springsteena i E Street Band oraz poprawę względem poprzedniego albumu The Wild, the Innocent & the E Street Shuffle. Lou Thomas z BBC Music opisał album jako „klasyczny, szczery muzyczny wyraz nadziei, marzeń i przetrwania”. Hann z „The Guardian” stwierdził, że Born to Run to „album, na którym Springsteen zaczyna przechodzić od muzyka do idei, reprezentacji zestawu wartości osobistych i muzycznych”.
Pomimo swojego uznania, Born to Run spotkał się także z krytyką ze strony niektórych autorów, którzy uznali produkcję za „przesadzoną” i opisali Springsteena jako „bardziej syntezującego niż innowacyjnego artystę”. William Ruhlmann z AllMusic stwierdził, że „nazwanie [albumu] przesadzonym oznaczałoby niezrozumienie go”, ponieważ taki był zamiar Springsteena, podsumowując, że „płyta sama ogłosiła swoją wielkość dzięki piosenkom i brzmieniu, które spełniały obietnice Springsteena”. W późniejszym artykule dla magazynu „Blender” Robert Christgau wskazał, że główną wadą albumu jest jego pompatyczna deklaracja wielkości, charakteryzująca się takimi elementami jak estetyka „ściany dźwięku, białego soulu w operze” i „niedomknięta narracja poszukiwawcza”. Niemniej jednak utrzymywał, że Born to Run był ważny ze względu na to, jak „jego świadome klasowo rzemiosło muzyczne zapewniło ulgę od pustych pretensji późnego hipisowskiego rocka stadionowego”. Zdaniem Christophera Johna Stephensa z magazynu „PopMatters”, mocne strony albumu można uznać także za jego słabości.

### Zestawienia
Płyta Born to Run często pojawiała się na listach najlepszych albumów lat 70. i wszech czasów. Matthew Taub z „NME” stwierdził, że Born to Run to „prawdopodobnie najlepszy album rockowy lat 70. i z pewnością jeden z najlepszych, jakie kiedykolwiek nagrano”. W 2023 roku czasopismo „American Songwriter” umieściło album na liście 10 płyt, które ukształtowały muzyczne oblicze lat 70.. W 1987 roku magazyn „Rolling Stone” umieścił go na 8. miejscu listy „100 najlepszych albumów ostatnich dwudziestu lat”, a w 2003 roku sklasyfikował go na 18. miejscu na liście 500 najlepszych albumów wszech czasów. W aktualizacji listy w 2012 roku pozycja została utrzymana, a w wersji z 2020 roku płyta spadła na 21. miejsce. 2000 roku stacja radiowa NPR umieściła Born to Run na liście 100 najważniejszych albumów XX wieku. Rok później stacja telewizyjna VH1 uznała go za 27. najlepszy album wszech czasów, a w 2003 roku został sklasyfikowany jako najpopularniejszy album wszech czasów w pierwszym przewodniku muzycznym firmy Zagat Survey. Płyta zajęła także 20. miejsce w trzecim wydaniu książki Colina Larkina All Time Top 1000 Albums (2000) i została uwzględniona w książce 1001 Albums You Must Hear Before You Die (2006). Na liście 100 najlepszych albumów Apple Music z 2024 roku album znalazł się na 22. miejscu.
W 2003 roku album Born to Run został wpisany przez Bibliotekę Kongresu na listę National Recording Registry ze względu na „znaczenie kulturowe, historyczne lub estetyczne”. W grudniu 2005 roku Frank Pallone, przedstawiciele stanu New Jersey w Izbie Reprezentantów Stanów Zjednoczonych, wraz z 21 współautorami, zgłosił projekt uchwały H.Res. 628, mający na celu uczczenie 30. rocznicy wydania Born to Run oraz całokształtu kariery Springsteena. Zazwyczaj tego rodzaju uchwały, honorujące zasłużonych obywateli, są przyjmowane w głosowaniu jawnym. Projekt został jednak odrzucony po skierowaniu do komisji United States House Committee on Education and the Workforce.

## Reedycje
| 30th Anniversary Edition | 30th Anniversary Edition |
| Recenzje                 | Recenzje                 |
| Wydawca                  | Ocena                    |
| ------------------------ | ------------------------ |
| „Blender”                | [ 276 ]                  |
| „Entertainment Weekly”   | A−                       |
| „The Guardian”           | [ 218 ]                  |
| Pitchfork                | 10/10                    |
| „Stylus Magazine”        | A                        |

Born to Run został ponownie wydany w latach 1977, 1980 i 1993. 15 listopada 2005 roku Columbia wydała album jako rozszerzony box set z okazji 30. rocznicy premiery albumu. Zestaw zatytułowany 30th Anniversary Edition zawierał zremasterowaną wersję oryginalnego albumu na płycie CD oraz płytę DVD zawierającą dokument o powstawaniu albumu zatytułowany Wings for Wheels, a także film koncertowy przedstawiający występ Springsteena i zespołu E Street Band w londyńskim Hammersmith Odeon 18 listopada 1975 roku. Wings for Wheels zawiera wywiady ze Springsteenem i członkami E Street Band, a także dodatkowy materiał filmowy z koncertu z 1973 roku w Los Angeles. Wydanie 30th Anniversary Edition spotkało się z uznaniem krytyków, którzy chwalili m.in. jakość zremasterowanego dźwięku. Wings for Wheels zdobyło nagrodę Grammy w kategorii Best Long Form Music Video podczas 49. ceremonii wręczenia nagród Grammy w 2007 roku.
W 2014 roku nowy remaster albumu autorstwa inżyniera dźwięku Boba Ludwiga został dołączony do The Album Collection Vol. 1 1973–1984, box setu zawierającego zremasterowane wydania pierwszych siedmiu albumów Springsteena. Wszystkie siedem albumów wydano osobno jako pojedyncze płyty z okazji Record Store Day w 2015 roku.

## Lista utworów
Wszystkie utwory zostały napisane przez Bruce’a Springsteena.
Strona A
| 1. | „Thunder Road(inne języki)”            | 4:49  |
|    |                                        |       |
| 2. | „Tenth Avenue Freeze-Out(inne języki)” | 3:11  |
|    |                                        |       |
| 3. | „Night(inne języki)”                   | 3:00  |
|    |                                        |       |
| 4. | „Backstreets(inne języki)”             | 6:30  |
|    |                                        |       |
|    |                                        | 17:30 |
|    |                                        |       |
Strona B
| 1. | „Born to Run(inne języki)”              | 4:30  |
|    |                                         |       |
| 2. | „She's the One(inne języki)”            | 4:30  |
|    |                                         |       |
| 3. | „Meeting Across the River(inne języki)” | 3:18  |
|    |                                         |       |
| 4. | „Jungleland(inne języki)”               | 9:36  |
|    |                                         |       |
|    |                                         | 21:54 |
|    |                                         |       |

## Personel
Opracowano na podstawie materiału źródłowego oraz Margotina i Guesdona. 
- Bruce Springsteen – śpiew, gitara (1–6, 8), harmonijka ustna (1), aranżacje instrumentów dętych (2)

The E Street Band
- Roy Bittan – pianino (1–4, 6–8), organy (4, 6, 8), dzwonki (1, 3), klawesyn (3, 6), wokal wspierający (1)
- Clarence Clemons – saksofon (1–3, 5, 6, 8)
- Garry Tallent(inne języki) – gitara basowa (1–6, 8)
- Max Weinberg(inne języki) – perkusja (1–4, 6, 8)
- Ernest Carter(inne języki) – perkusja (5)
- Danny Federici(inne języki) – organy (5), dzwonki (5)
- David Sancious(inne języki) – pianino (5), Rhodes (5), syntezator (5)

Muzycy dodatkowi
- Mike Appel(inne języki) – wokal wspierający (1)
- Steven Van Zandt – wokal wspierający (1), aranżacje instrumentów dętych (2)
- Randy Brecker – trąbka (2, 7), skrzydłówka (2)
- Michael Brecker – saksofon tenorowy (2)
- David Sanborn – saksofon barytonowy (2)
- Wayne Andre(inne języki) – puzon (2)
- Richard Davis(inne języki) – kontrabas (7)
- Suki Lahav(inne języki) – skrzypce (8)
- Charles Calello(inne języki) – aranżacje instrumentów smyczkowych (8), dyrygent (8)

Produkcja
- Bruce Springsteen – producent muzyczny
- Mike Appel(inne języki) – producent muzyczny
- Jon Landau(inne języki) – producent muzyczny (1–4, 6–8)
- Jimmy Iovine – inżynier dźwięku, miksowanie
- Louis Lahav – inżynier dźwięku (5)
- Thom Panunzio(inne języki), Corky Stasiak, Dave Thoener, Ricke Delena, Angie Arcuri, Andy Abrams – asystenci inżynierów dźwięku
- Greg Calbi(inne języki) – mastering
- Paul Prestopino – konserwacja techniczna

Oprawa graficzna
- John Berg(inne języki), Andy Engel – design
- Eric Meola(inne języki) – zdjęcia

## Pozycje na listach
| Lista (1975–76)                                  | Pozycja |
| ------------------------------------------------ | ------- |
| Kent Music Report (Australia)                    | 7       |
| RPM Top Singles (Kanada)                         | 31      |
| Albums Chart (Irlandia)                          | 20      |
| Dutch Album Top 100 (Holandia)                   | 7       |
| Official New Zealand Music Chart (Nowa Zelandia) | 28      |
| VG-lista (Norwegia)                              | 26      |
| Sverigetopplistan (Szwecja)                      | 13      |
| UK Albums Chart (Wielka Brytania)                | 36      |
| Billboard Top LPs & Tape (Stany Zjednoczone)     | 3       |
| Record World (Stany Zjednoczone)                 | 1       |
| Lista (1985)                                     | Pozycja |
| UK Albums Chart (Wielka Brytania)                | 17      |
| Lista (2005)                                     | Pozycja |
| Nielsen SoundScan (Kanada)                       | 44      |
| Musica e dischi (Włochy)                         | 41      |
| Sverigetopplistan (Szwecja)                      | 7       |
| Billboard 200 (Stany Zjednoczone)                | 18      |

## Certyfikaty
| Kraj | Certyfikat         | Sprzedaż   |
| --- | ------------------ | ---------- |
| Australia (ARIA) | 2× platynowa płyta | 140 000^   |
| Kanada (MC) | 2× platynowa płyta | 200 000^   |
| Finlandia (Musiikkituottajat) | Złota płyta        | 25 000     |
| Francja (SNEP) | Złota płyta        | 100 000*   |
| Hiszpania (PROMUSICAE) | Złota płyta        | 50 000^    |
| Holandia (NVPI) | Złota płyta        | 40 000^    |
| Irlandia (IRMA) 30th Anniversary Edition | Złota płyta        | 7 500^     |
| Nowa Zelandia (RMNZ) | Platynowa płyta    | 15 000^    |
| Stany Zjednoczone (RIAA) | 7× platynowa płyta | 7 000 000‡ |
| Wielka Brytania (BPI) | Platynowa płyta    | 300 000^   |
| Wielka Brytania (BPI) Wideo – 30th Anniversary Edition | Platynowa płyta    | 50 000^    |
| Włochy (FIMI) sprzedaż od 2009 | Złota płyta        | 25 000*    |
| * Dane dotyczące sprzedaży ustalone na podstawie certyfikatu. ^ Dane dotyczące wysyłek ustalone na podstawie certyfikatu. ‡ Dane dotyczące sprzedaży i streamingu ustalone na podstawie certyfikatu. |                    |            |